# Ꚍ
Ꚍ, ꚍ (в Юникоде называется твэ) — буква расширенной кириллицы, использовавшаяся в абхазском языке для обозначения лабиализованного глухого альвеолярного взрывного согласного /tʷ/. Соответствует нынешнему диграфу Ҭә. Происходит от буквы Т.